# Das Fest der Bedeutungslosigkeit
Das Fest der Bedeutungslosigkeit (französischer Originaltitel: La Fête de l’insignifiance) ist ein Roman des tschechischen Schriftstellers Milan Kundera in französischer Sprache. Er erschien 2014 bei der Éditions Gallimard. Die deutsche Übersetzung von Uli Aumüller wurde im Folgejahr im Carl Hanser Verlag veröffentlicht.

## Inhalt

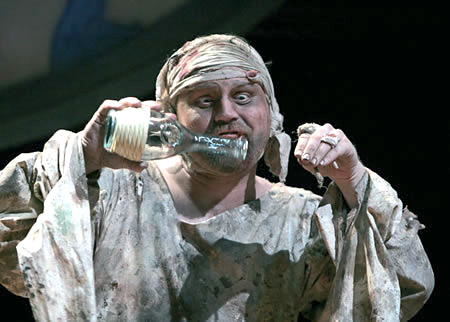
Todd Scofield als Caliban in einer Produktion des Folger Theatre

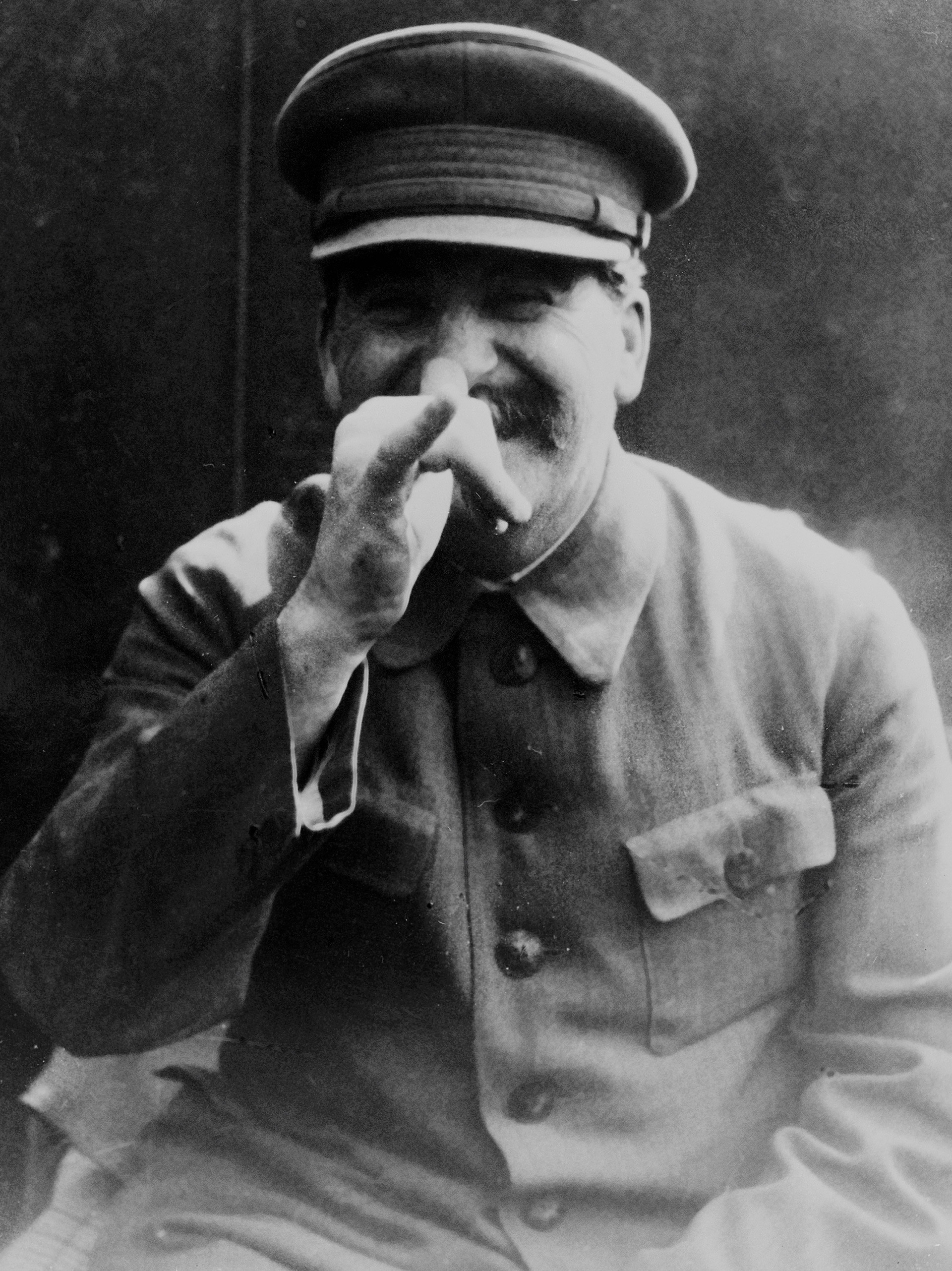
Stalin dreht eine lange Nase

Vier alte Freunde flanieren durch Paris, sinnieren über das Leben und treffen in wechselnden Konstellationen zusammen. Da ist Alain, der als Kind von seiner Mutter verlassen wurde und in eingebildeten Szenen und Dialogen mit ihr ins Reine zu kommen versucht. Er philosophiert über den zur Schau gestellten Bauchnabel junger Frauen und was es aussagt, diesen zum Erotiksymbol zu erheben. Da ist Charles, der Feste organisiert und ein fiktives Marionettentheater entwirft, während seine Mutter im Sterben liegt. Da ist Ramon, der eine Chagall-Ausstellung besuchen möchte, doch es nicht über sich bringt, sich in die lange Schlange vor dem Musée du Luxembourg einzureihen. Und da ist schließlich Caliban, der nach seiner Paraderolle in Shakespeares Der Sturm gerufen wird. Inzwischen schlägt sich der arbeitslose Schauspieler als Bedienung auf Charles’ Veranstaltungen durch, wo er sich einen Spaß daraus macht, einen Pakistani zu mimen, der kein Wort Französisch versteht.
Alle vier Freunde begegnen sich bei der Geburtstagsfeier D’Ardelos, eines ehemaligen Kollegen Ramons. Nach dem Verdacht auf eine Krebserkrankung hat D’Ardelo das Fest als gleichzeitige Feier seiner fernen Geburt und seines nahen Todes geplant. Berauscht von dem ihm zuteil werdenden Mitleid hält D’Ardelo nach der ärztlichen Entwarnung an der falschen Diagnose fest. Doch sein Werben um die schöne Witwe La Franck bleibt auch an seinem Geburtstag unerfüllt. Wesentlich erfolgreicher ist das Liebeswerben Quaqueliques, dessen Geheimnis seine Unscheinbarkeit ist. Ermüdet von den brillanten und angestrengten Eroberungsversuchen durch Männer wie D’Ardelo, können sich die Frauen beim unbedeutenden Quaquelique gehenlassen. So gewinnt er durch seine bloße Anwesenheit auf D’Ardelos Fest auch Julie, der Ramons unerfülltes Schwärmen gilt. Hingegen treffen sich Charles und Caliban, der das Herz des portugiesischen Hausmädchens Mariana gebrochen hat, nach der Feier bei Alain auf eine Flasche Armagnac.
Durch den Roman ziehen sich Charles’ Anekdoten über Stalin, so über die Behauptung des passionierten Jägers, eines Tages an ein und derselben Stelle 24 Rebhühner in Serie geschossen zu haben, unterbrochen nur durch einen kilometerlangen Marsch nach Ersatzmunition. Die gesamte Führungsriege der Sowjetunion, allen voran Chruschtschow, habe sich insgeheim über Stalins Aufschneiderei empört, ohne zu begreifen, dass dieser bloß einen Witz gemacht habe. In der Episode sieht Charles ein Sinnbild für die herrschende Humorlosigkeit. Ebenfalls für einen Witz hält er die Umbenennung von Kants Heimatstadt Königsberg in Kaliningrad, da der Namenspate Michail Kalinin sich vor allem durch Harninkontinenz ausgezeichnet habe, wegen der er sich bei Stalins langen Reden regelmäßig eingenässt und so das Mitleid des ansonsten mitleidlosen Diktators errungen habe. Am Ende des Romans tollen Stalin und Kalinin in der Handlungsgegenwart durch den Jardin du Luxembourg und schießen der Statue Maria de’ Medicis die Nase ab. Ramon hingegen philosophiert über die Bedeutungslosigkeit, in der er die Essenz der menschlichen Existenz, aber auch den Schlüssel zur guten Laune entdeckt.

## Rezeption
Das Fest der Bedeutungslosigkeit traf als erster Roman Kunderas seit 14 Jahren auf hohe Erwartungen des Publikums. In Italien, wo der Roman zuerst erschien, betrug die Startauflage 100.000 Exemplare. In Frankreich sind die Absatzzahlen und das Lob der Kritiker gleichermaßen groß. Einer der prominentesten Kritiker ist Imre Kertész, der Kunderas Roman in seinem Tagebuchroman L’Ultime Auberge scharf angriff: „All die bekannten Gemeinplätze, aber mit französischer Eloquenz“.
Auch in Deutschland platzierte sich der Roman auf der Bestsellerliste des Spiegels im Bereich Hardcover/Belletristik mit dem höchsten Rang 11 im März 2015. Im selben Monat gelangte der Roman auf Platz 7 der SWR-Bestenliste. Die Aufnahme in den deutschsprachigen Feuilletons war stark gespalten. So bezeichnet Andreas Breitenstein den Roman als „verkrampftes Alterswerk“ und „Buch des Starrsinns“, in dem sich Kundera der eigenen Versuchsanordnung nicht mehr ästhetisch gewachsen zeige. Für Judith von Sternburg ist Das Fest der Bedeutungslosigkeit „auf ebenso rührende wie nervtötende Weise ein Altherrenbuch“. Volker Weidermann findet das Buch „langweilig, unlebendig, ausgedacht und leer“, die vorgebliche Leichtigkeit sei „tonnenschwer“. Andreas Kilb entdeckt lediglich eine „Sammlung verworfener Romanideen“, mit denen Kundera „witzlose Späße“ treibe. Für ihn überlebt der langjährige Kandidat auf den Nobelpreis für Literatur mit dem Buch nicht nur seinen Ruhm, sondern auch sein Talent.
Joseph Hanimann hingegen fühlt sich vom Das Fest der Bedeutungslosigkeit positiv an Kunderas Erfolgsroman Die unerträgliche Leichtigkeit des Seins erinnert: „als hätte da nach dreißig Jahren einer noch einmal darüber gepustet, auf dass die Staubwolken auffliegen und sich wunderbar langsam setzen.“ Für Gregor Dotzauer ist der Roman „aus allen anekdotischen Nähten platzend“ und „eine einzige Abschweifung“, gleichzeitig jedoch „ein einziges Vergnügen“. Hellmuth Karasek findet ihn in seinem Gleichgewicht zwischen Ernst und Ironie „zum Heulen komisch und zum Lachen tragisch“. Ulrich Greiner liest einen „zauberhaft heiteren und zugleich tiefsinnigen Roman“, in dem Kundera der Humorlosigkeit mit Humor und dem Bedürfnis nach Abrechnung mit lächelnder Weisheit begegne. Jörg Magenau hält den Roman voll „zartem Humor“ für „im besten Sinne belanglos“ und vor dem Hintergrund des Anschlags auf Charlie Hebdo für eine „Medizin gegen den akuten Ernst des Terrors“. Für Stephan Wackwitz ist das „kurze, komische, traurige, wunderschöne Spätwerk“ Kunderas „ein spätes, trostreiches Endspiel“.

## Ausgaben
- Milan Kundera: La Fête de l’insignifiance. Éditions Gallimard, Paris 2014, ISBN 978-2-07-014564-5.
- Milan Kundera: Das Fest der Bedeutungslosigkeit. Aus dem Französischen von Uli Aumüller. Hanser, München 2015, ISBN 978-3-446-24763-5.
- Milan Kundera: Das Fest der Bedeutungslosigkeit. Gelesen von Sebastian Koch. Der Hörverlag, München 2015, ISBN 978-3-8445-1779-8.